# 五進法
五進法（ごしんほう、英：quinary）とは、5 を底（てい）とし、底およびその冪を基準にして数を表す方法である。

## 記数法
五進記数法とは、5 を底とする位取り記数法である。慣用に従い、通常のアラビア数字は十進数とし、五進記数法の表記は括弧および下付の 5 で表す。五進記数法で表された数を五進数と呼ぶ。
表記には 0, 1, 2, 3, 4 の 5 個の数字を用い、五を 10、六を 11、七を 12…と表記する。五進法では一桁に入る数は4までであり、一桁に入る数が5までなのは六進法である。右端あるいは小数点で 1 の桁を表す。数字の意味する数は、左に 1 桁ずれると 5 倍になり、右に 1 桁ずれると 1/5 になる。(14)5 という表記において、左の「1」は五を表し、右の「4」は四を表し、合わせて九を表す。
五進表記の整数は、以下のような数値になる。
- (20)5 = 10 (2×51)
- (32)5 = 17 (3×51 + 2)
- (100)5 = 25 (1×52)
- (121)5 = 36 (1×52 + 2×51 + 1)
- (224)5 = 64 (2×52 + 2×51 + 4)
- (311)5 = 81 (3×52 + 1×51 + 1)
- (400)5 = 100 (4×52)
- (1000)5 = 125 (1×53)
- (1331)5 = 216 (1×53 + 3×52 + 3×51 + 1)
- (10000)5 = 625 (1×54)
- (13000)5 = 1000 (1×54 + 3×53)
- (20141)5 = 1296 (2×54 + 0×53 + 1×52 + 4×51 + 1)
- (30234)5 = 1944 (3×54 + 0×53 + 2×52 + 3×51 + 4)

実際には五進記数法が用いられることは少ない。しかし、他のN進法の内部に五進記数法が含まれることはある。例えば、そろばんやローマ数字は純粋な十進法ではなく、五と十で桁上がりするので、二・五進法という。ローマ数字では I が 1、V が 5、X が 10(10)、L が 50(10) である。8 は VIII と書き、70(10) は LXX と書く。
同様に、マヤ文明の数字は二十進法であるが、五進記数法を補助的に含んでいる。貝殻模様が0、点が 1、横棒が 5 を表し、これらを組み合わせて 1 から J(20) (= 19(10)) までの数字や、10(20) (= 20(10))以降の数字を作る。
各桁の和が4の倍数となる数は4の倍数になる。
5が奇数なので、各桁の和が偶数になる数は全て偶数である。

### 小数と除算
五進法は因数が5だけなので、5でしか割り切れない。一桁の整数を単位分数にすると、全て循環小数になる。十分割（五進表記で1/20）も因数が2と5なので割り切れず、循環小数になる。
| 除数の素因数分解 | 五進分数 | 五進小数 | 十進小数 | 十進分数 |
| ---------------- | -------- | -------- | -------- | -------- |
| 2                | 1/2      | 0.2222…  | 0.5      | 1/2      |
| 3                | 1/3      | 0.1313…  | 0.3333…  | 1/3      |
| 2                | 1/4      | 0.1111…  | 0.25     | 1/4      |
| 10               | 1/10     | 0.1      | 0.2      | 1/5      |
| 2×3              | 1/11     | 0.0404…  | 0.1666…  | 1/6      |
| 2×10             | 1/20     | 0.0222…  | 0.1      | 1/10     |

※ 単位分数と素因数分解は五進表記。

### 計算表
| + | 0 | 1  | 2  | 3  | 4  |
| - | - | -- | -- | -- | -- |
| 0 | 0 | 1  | 2  | 3  | 4  |
| 1 | 1 | 2  | 3  | 4  | 10 |
| 2 | 2 | 3  | 4  | 10 | 11 |
| 3 | 3 | 4  | 10 | 11 | 12 |
| 4 | 4 | 10 | 11 | 12 | 13 |

| × | 0 | 1 | 2  | 3  | 4  |
| - | - | - | -- | -- | -- |
| 0 | 0 | 0 | 0  | 0  | 0  |
| 1 | 0 | 1 | 2  | 3  | 4  |
| 2 | 0 | 2 | 4  | 11 | 13 |
| 3 | 0 | 3 | 11 | 14 | 22 |
| 4 | 0 | 4 | 13 | 22 | 31 |

## 命数法
五進命数法とは、5 を底とする命数法である。

### 数詞
五進法は片手の指の数に由来する。しかし、五進法は五で桁上がりするので、五進法で数えるなら指は五本ではなく四本で足りる（一桁に四までしか入らない）。
五以降の数詞も、六は「五一」、七は「五二」というように六から九までは「五に一から四までを加えた数詞」として表現され、十は「二五」、十一は「二五一」、十二は「二五二」…というように「M倍の五 + R」として数える。そして、二十三は「四五三」、二十四は「四五四」と来て、その次で五の二乗である二十五で新しい数詞が命名され、以降は五の三乗である百二十五など五の冪数で新しい数詞が命名される。
自然言語で五進命数法の数詞を持つものは少ない。完全な五進法はオーストラリアのグマチ語 (Gumatj) でのみ見出されている。以下にグマチ語の数詞を示す。
| 五進数 | 十進数 | 数詞                                  |
| ------ | ------ | ------------------------------------- |
| 1      | 1      | wanggany                              |
| 2      | 2      | marrma                                |
| 3      | 3      | lurrkun                               |
| 4      | 4      | dambumiriw                            |
| 10     | 5      | wanggany rulu                         |
| 20     | 10     | marrma rulu                           |
| 30     | 15     | lurrkun rulu                          |
| 40     | 20     | dambumiriw rulu                       |
| 100    | 25     | dambumirri rulu                       |
| 200    | 50     | marrma dambumirri rulu                |
| 300    | 75     | lurrkun dambumirri rulu               |
| 400    | 100    | dambumiriw dambumirri rulu            |
| 1000   | 125    | dambumirri dambumirri rulu            |
| 10000  | 625    | dambumirri dambumirri dambumirri rulu |

五進法を含む十進法はウォロフ語やクメール語、五進法を含む二十進法はナワトル語に見られる。